# Efferia tricella
Efferia tricella är en tvåvingeart som först beskrevs av Stanley Willard Bromley 1951.  Efferia tricella ingår i släktet Efferia och familjen rovflugor. Inga underarter finns listade i Catalogue of Life.